# Anders Lyrbring
Anders Lyrbring   (Göteborg, 21 de març de 1978) és un nedador suec, ja retirat, especialista en estil lliure, que va competir durant la dècada de 1990.
El 1996 va prendre part en els Jocs Olímpics d'Estiu d'Atlanta, on guanyà la medalla de plata en els 4x200 metres lliures del programa de natació. Formà equip amb Anders Holmertz, Christer Wallin i Lars Frölander.
En el seu palmarès també destaca una medalla de plata en els 4x200 metres lliures del Campionat del Món en piscina curta de 1997.